# Postoloprty
Postoloprty är en stad i Tjeckien.   Den ligger i regionen Ústí nad Labem, i den nordvästra delen av landet, 60 km nordväst om huvudstaden Prag. Postoloprty ligger 193 meter över havet och antalet invånare är 4 924.
Terrängen runt Postoloprty är platt västerut, men österut är den kuperad. Postoloprty ligger nere i en dal. Runt Postoloprty är det tätbefolkat, med 530 invånare per kvadratkilometer. Närmaste större samhälle är Most, 16,6 km norr om Postoloprty. Trakten runt Postoloprty består till största delen av jordbruksmark.